# Matrimonio per sbaglio
Matrimonio per sbaglio (Wedding Daze) è un film del 2006 diretto da Michael Ian Black.
È una commedia con protagonisti Jason Biggs e Isla Fisher. Il film è conosciuto anche con i titoli The Pleasure of Your Company e The Next Girl I See.

## Trama
Anderson è perdutamente innamorato della sua ragazza Vanessa, che lui considera perfetta. Con lei è pronto a fare il grande passo ma quando le chiede di sposarlo lei ha un infarto e muore.
Un anno dopo Anderson, ancora in lutto per la morte di Vanessa, mentre è al ristorante col suo amico Ted incontra una cameriera che lavora lì, Katie, che il giorno prima aveva rifiutato una proposta di matrimonio dal suo fidanzato.
Su consiglio di Ted decide di provarci con questa ragazza e prima ancora di presentarsi le chiede di sposarlo; lei non solo accetta ma se ne va via con lui. Questo porterà ad una serie di problemi, non solo ai novelli fidanzati, ma anche ai loro familiari e amici.